# توم برترام
توم برترام (بالألمانية: Tom Bertram)‏ (30 مارس 1987 بهاله في ألمانيا - ) هو لاعب كرة قدم ألماني (وحمل سابقاً جنسية ألمانيا الشرقية) في مركز الدفاع. شارك مع منتخب ألمانيا تحت 21 سنة لكرة القدم. أما مع النوادي، فقد لعب مع بادربورن 07 وغرويتر فورت وFC Rot-Weiß Erfurt ‏ وSpVgg Greuther Fürth II ‏.

## وصلات خارجية
- توم برترام على موقع قاعدة بيانات كرة القدم.إي يو (الإنجليزية)
- توم برترام على موقع بيانات كرة القدم. دي إي (الألمانية)
- توم برترام على موقع عالم كرة القدم.نت (الإنجليزية)